# Anna (Illinois)
Anna je grad u američkoj saveznoj državi Ilinois. Prema popisu stanovništva iz 2010. u njemu je živjelo 4.442 stanovnika.